# 마쓰바라 마코토
마쓰바라 마코토(일본어: 松原 誠, 1944년 1월 13일 ~ )는 일본의 전 프로 야구 선수이자 야구 지도자, 야구 해설가·평론가이다.
첫 우승 이후의 1960년대부터 1970년대까지 다이요 웨일스의 4번 타자로 활약하면서 ‘미스터 웨일스’(ミスター・ホエールズ)라는 별명을 얻었고 1루 수비 때 낮은 자세에서 공을 잡는 등의 수비 플레이로 ‘문어 다리’라고 불릴 정도로 유명하다.

## 인물

### 선수 시절
사이타마 현립 한노 고등학교를 졸업하고 1962년 다이요 웨일스에 포수로 입단했다. 그러나 포수로서의 능력에 한계를 느껴 1963년에는 1루수로 전향했고 1966년부터는 주전을 차지해 1967년에는 3루수로 전향했다.
1970년에는 시즌 30개의 홈런을 날려 그 해부터 8년 연속 20홈런 이상을 기록하는 등 장타력 있는 간판 타자로서 침체를 겪고 있던 팀의 4번 타자로서 활약했다. 1971년 1루수로 재전향했고 1974년에는 처음으로 3할 대의 타율을 남겼다. 타격 부문 타이틀에는 인연이 없었지만 긴 세월에 걸쳐 팀의 리더로서 선수를 이끌었다. 1980년 4월 23일, 한신 타이거스와의 경기(요코하마 스타디움)에서는 1회말에 하세가와 쓰토무로부터 좌월 3점 홈런을 때려내며 개인 통산 2000안타를 달성했다.
일본 프로 야구 선수회를 사단법인화시켜서 선수회장으로서 선수의 선봉에 서서 구단과 여러 차례 논의를 거듭해 왔다. 그러나 그 활동이 구단으로부터 기피 대상으로 지목돼 1981년 고가 마사아키와의 맞트레이드로 요미우리 자이언츠에 이적했다. 이 때 “요미우리에 이적해도 기쁘지 않다. 다이요에서 우승하는 것이 목표였다”라며 말하는 등 기자회견에서 눈물을 흘리기도 했다. 같은 해 요미우리에서 자신으로서는 처음이자 유일한 리그 우승과 일본 시리즈 우승을 동시에 경험했고(닛폰햄 파이터스와의 일본 시리즈 1차전에서 9회말에 대타로 등장, 마무리 투수였던 에나쓰 유타카로부터 홈런을 때려냈다) 그 해를 끝으로 20년 간의 현역 생활을 은퇴했다.

### 그 후
은퇴한 이듬해 1982년부터 1984년까지 친정팀인 다이요에서 1군 타격 코치를 맡아 다카기 유타카나 야시키 가나메의 타격 향상에 큰 역할을 하였다. 1985년부터 1986년까지 요미우리 2군 타격 코치, 1987년부터 1991년까지 요미우리 1군 타격 코치를 맡았다. 요미우리 코치 시절 지도한 선수의 컨디션을 떨어뜨렸을 때부터 ‘분위기를 깨는 사람’이라고 불렸지만 실제론 주위에서 말하는 정도로 지도력은 나쁘지 않았다고 한다 다만 선수 개개인에 너무나도 높은 이상을 요구했던 것이 선수의 혼란을 초래하게 하여 1988년에 ‘아시아의 대포’라고 불리며 화려하게 데뷔하였지만 그 후 뚜렷한 활약을 보여주지 못했던 뤼밍츠가 마쓰바라의 지도를 비판한 것(다만 뤼밍츠 자신은 1988년 후반부터 이미 부진하고 있었다)과 당시 요미우리는 투수진의 레벨이 매우 높았고 일반적으로 ‘투고타저’의 팀으로 보였던 점도 타격 코치로서의 낮은 평가를 받게 된 요인이 되었다.
1993년부터 2000년까지 분카 방송과 TV 가나가와의 야구 해설위원을 거쳐 2001년에 감독으로 취임한 야마모토 고지의 요청으로 2001년부터 2003년까지 히로시마 도요 카프 1군 수석 겸 타격 코치, 2004년에 야마시타 다이스케 감독의 지휘 하에 요코하마 베이스타스 1군 수석 겸 타격 코치를 맡았다.
2005년 이후 횟수가 줄어들었지만 분카 방송의 야구 해설위원을 맡고 있으며 또한 동시간대인 TV 가나가와의 《베이스타스 나이터》의 해설도 맡고 있다(특히 1년에 한 차례 사가미하라 구장에서의 경기 해설은 정기적으로 하고 있다). 2009년과 2010년에는 KBO 리그 팀인 KIA 타이거즈 임시 인스트럭터를 맡아 일본에서의 춘계 캠프와 시즌 중에는 대한민국에 초빙되어 타자들을 지도했다.

## 플레이 스타일
20년간 선수 생활하면서 특히 다이요에서는 19년 동안 중심 타자로서 활약하는 등 뛰어난 기록을 남겼다. 그러나 통산 300홈런과 2000안타를 기록해 나가면서 타격 부문 3관왕 타이틀 외에 베스트 나인, 다이아몬드 글러브상 등 그 외의 타이틀 획득은 한 번도 없을 정도로 타이틀 경력은 전무했다. 통산 300홈런, 2000안타를 기록하였음에도 불구하고 타격 부문 3관왕 타이틀 획득이 단 한 차례도 없었던 것은 마쓰바라와 기요하라 가즈히로 뿐이며 통산 2000안타 이상으로 베스트 나인에 선정된 경험이 없는 선수는 마쓰바라와 오시마 야스노리 등 2명 뿐이다. 베스트 나인에 선정된 적이 한 번도 없었던 것은 전성기에 오 사다하루가 있었기 때문이었고 통산 2000안타 이상으로 개인 타이틀과 시즌에 의한 수상은 어느 쪽도 획득한 경험이 없는 것도 마쓰바라가 유일하다.
또, ‘경기 전의 나카가와 미요시, 경기 후의 마쓰바라’라는 평가를 받으면서 다리를 크게 벌리고 낮은 자세로 송구를 받는 일명 ‘문어발’이라고 불린 1루 수비도 높은 평가를 받고 있다. 팀 동료이자 간판 유격수였던 야마시타 다이스케는 “여러분은 저를 유명한 선수라고 생각하지만 마쓰바라에겐 많은 도움을 받았다. 위험하다고 생각되면 자체없이 낮은 송구를 하면 숏바운드라도 뭐든지 마쓰바라가 주워줬다”라고 그 수비를 칭찬하기도 했다. 그러나 다이아몬드 글러브상도 오 사다하루에 의해 저지되어 수상은 단 한 번도 없었다.
요령이 있는 선수로 포수와 유격수 이외의 모든 내야 포지션을 경험했다. 올스타전에서는 센트럴 리그 팀의 오 사다하루가 정위치였기 때문에 2루를 수차례나 지키기도 했다(정규 경기에서도 2루수로 뛴 경험 있음).

## 상세 정보

### 출신 학교
- 사이타마 현립 한노 고등학교

### 선수 경력
- 다이요 웨일스·요코하마 다이요 웨일스(1962년 ~ 1980년)
- 요미우리 자이언츠(1981년)

### 지도자·기타 경력
- 요코하마 다이요 웨일스 1군 타격 코치(1982년 ~ 1984년)
- 요미우리 자이언츠 2군 타격 코치(1985년 ~ 1986년)
- 요미우리 자이언츠 1군 타격 코치(1987년 ~ 1991년)
- 분카 방송·TV 가나가와 야구 해설위원(1993년 ~ 2000년)
- 히로시마 도요 카프 1군 수석 겸 타격 코치(2001년 ~ 2003년)
- 요코하마 베이스타스 1군 수석 겸 타격 코치(2004년)
- KIA 타이거즈 임시 인스트럭터(2009년 ~ 2010년)

### 수상·타이틀 경력

#### 타이틀
- 최다 안타(당시는 타이틀이 아님) : 2회(1974년, 1978년) ※1994년부터 타이틀로 제정됨

#### 수상
- 올스타전 MVP : 1회(1975년 제2차전)

### 개인 기록

#### 첫 기록
- 첫 출장 : 1962년 4월 15일, 대 주니치 드래건스 3차전(가와사키 구장), 9회말에 시마노 마사노부의 대타로 출장
- 첫 선발 출장 : 1962년 5월 8일, 대 주니치 드래건스 4차전(주니치 스타디움), 8번·포수로서 선발 출장
- 첫 안타 : 상동, 7회초에 반도 에이지로부터
- 첫 타점 : 1964년 4월 12일, 대 고쿠테쓰 스왈로스 6차전(도쿄 스타디움), 2회초에 가네다 마사이치로부터 적시 2루타
- 첫 홈런 : 1964년 5월 6일, 대 한신 타이거스 7차전(한신 고시엔 구장), 3회초에 무라야마 미노루로부터 좌중간에 솔로 홈런

#### 기록 달성 경력
- 통산 100홈런 : 1970년 9월 2일, 대 히로시마 도요 카프 18차전(가와사키 구장), 7회초에 시라이시 시즈오로부터 솔로 홈런
- 통산 1000경기 출장 : 1971년 8월 29일, 대 요미우리 자이언츠 23차전(고라쿠엔 구장), 5번·3루수로서 선발 출장 ※역대 153번째
- 통산 150홈런 : 1972년 8월 31일, 대 요미우리 자이언츠 22차전(고라쿠엔 구장), 1회초에 호리우치 쓰네오로부터 우월 선제 3점 홈런 ※역대 34번째
- 통산 1000안타 : 1973년 4월 22일, 대 요미우리 자이언츠 2차전(가와사키 구장), 8회말에 오가와 구니카즈로부터 솔로 홈런 ※역대 82번째
- 통산 200홈런 : 1974년 10월 14일, 대 야쿠르트 스왈로스 25차전(가와사키 구장), 5회말에 아이다 데루오로부터 솔로 홈런 ※역대 20번째
- 통산 1500경기 출장 : 1975년 8월 21일, 대 야쿠르트 스왈로스 18차전(미야기 구장), 3번·1루수로서 선발 출장 ※역대 49번째
- 통산 1500안타 : 1976년 7월 11일, 대 히로시마 도요 카프 12차전(히로시마 시민 구장), 8회초에 사에키 가즈시로부터 좌전 안타 ※역대 31번째
- 통산 250홈런 : 1976년 8월 17일, 대 주니치 드래건스 19차전(나고야 구장), 4회초에 도노우에 데라시로부터 좌월 솔로 홈런 ※역대 12번째
- 통산 1000타점 : 1978년 6월 8일, 대 히로시마 도요 카프 9차전(요코하마 스타디움), 1회말에 다카하시 사토시로부터 좌익선상 선제 적시 2루타 ※역대 12번째
- 통산 300홈런 : 1978년 7월 6일, 대 야쿠르트 스왈로스 13차전(요코하마 스타디움), 2회말에 스즈키 야스지로로부터 솔로 홈런 ※역대 11번째
- 통산 2000경기 출장 : 1979년 8월 12일, 대 요미우리 자이언츠 17차전(고라쿠엔 구장), 5회말에 모토이 미쓰오를 대신해서 1루수로 출장 ※역대 14번째
- 통산 2000안타 : 1980년 4월 23일, 대 한신 타이거스 4차전(요코하마 스타디움), 1회말에 하세가와 쓰토무로부터 좌월 3점 홈런 ※역대 12번째

#### 기타
- 올스타전 출장 : 11회(1966년 ~ 1972년, 1974년 ~ 1976년, 1978년)
- 4타수 연속 홈런 : 1976년 6월 1일 ~ 6월 2일
- 통산 330홈런 ※요코하마 DeNA 베이스타스 구단 기록
- 통산 1172타점 ※요코하마 DeNA 베이스타스 구단 기록

### 등번호
- 38(1962년 ~ 1964년)
- 25(1965년 ~ 1981년)
- 72(1982년 ~ 1984년)
- 76(1985년 ~ 1988년)
- 75(1989년 ~ 1991년)
- 71(2001년 ~ 2003년)
- 99(2004년)

### 연도별 타격 성적
| 연 도       | 소 속       | 경 기 | 타 석 | 타 수 | 득 점 | 안 타 | 2 루 타 | 3 루 타 | 홈 런 | 루 타 | 타 점 | 도 루 | 도 루 자 | 희 생 번 | 희 생 플 | 볼 넷 | 고 4 | 사 구 | 삼 진 | 병 살 타 | 타 율 | 출 루 율 | 장 타 율 | O P S |
| ----------- | ----------- | ----- | ----- | ----- | ----- | ----- | ------- | ------- | ----- | ----- | ----- | ----- | -------- | -------- | -------- | ----- | ---- | ----- | ----- | -------- | ----- | -------- | -------- | ----- |
| 1962년      | 다이요      | 34    | 35    | 31    | 4     | 6     | 1       | 0       | 0     | 7     | 0     | 0     | 0        | 0        | 0        | 4     | 0    | 0     | 12    | 1        | .194  | .286     | .226     | .512  |
| 1963년      | 다이요      | 11    | 17    | 17    | 1     | 3     | 0       | 0       | 0     | 3     | 0     | 0     | 0        | 0        | 0        | 0     | 0    | 0     | 2     | 2        | .176  | .176     | .176     | .353  |
| 1964년      | 다이요      | 78    | 114   | 102   | 12    | 27    | 6       | 2       | 1     | 40    | 7     | 1     | 1        | 2        | 0        | 10    | 0    | 0     | 14    | 7        | .265  | .330     | .392     | .723  |
| 1965년      | 다이요      | 125   | 338   | 310   | 38    | 75    | 19      | 2       | 6     | 116   | 29    | 3     | 3        | 3        | 1        | 22    | 0    | 2     | 35    | 11       | .242  | .296     | .374     | .670  |
| 1966년      | 다이요      | 129   | 516   | 477   | 49    | 140   | 32      | 2       | 10    | 206   | 56    | 3     | 3        | 3        | 7        | 27    | 4    | 2     | 54    | 6        | .294  | .329     | .432     | .761  |
| 1967년      | 다이요      | 126   | 451   | 409   | 41    | 101   | 28      | 0       | 14    | 171   | 58    | 5     | 6        | 2        | 1        | 36    | 0    | 3     | 65    | 15       | .247  | .312     | .418     | .730  |
| 1968년      | 다이요      | 133   | 565   | 515   | 81    | 143   | 24      | 2       | 28    | 255   | 86    | 14    | 7        | 0        | 2        | 42    | 0    | 6     | 65    | 18       | .278  | .338     | .495     | .833  |
| 1969년      | 다이요      | 130   | 546   | 493   | 53    | 125   | 23      | 1       | 18    | 204   | 67    | 2     | 6        | 0        | 4        | 48    | 2    | 1     | 46    | 11       | .254  | .319     | .414     | .732  |
| 1970년      | 다이요      | 128   | 515   | 455   | 73    | 128   | 14      | 0       | 30    | 232   | 85    | 4     | 6        | 1        | 3        | 50    | 2    | 6     | 71    | 14       | .281  | .358     | .510     | .868  |
| 1971년      | 다이요      | 129   | 520   | 465   | 58    | 114   | 19      | 1       | 23    | 204   | 65    | 5     | 4        | 0        | 3        | 49    | 5    | 3     | 41    | 12       | .245  | .319     | .439     | .758  |
| 1972년      | 다이요      | 130   | 546   | 495   | 69    | 134   | 27      | 0       | 25    | 236   | 74    | 3     | 2        | 0        | 5        | 42    | 0    | 4     | 41    | 16       | .271  | .330     | .477     | .806  |
| 1973년      | 다이요      | 130   | 538   | 507   | 55    | 141   | 24      | 0       | 24    | 237   | 78    | 3     | 0        | 0        | 8        | 19    | 1    | 4     | 54    | 20       | .278  | .305     | .467     | .772  |
| 1974년      | 다이요      | 128   | 535   | 496   | 74    | 157   | 26      | 2       | 21    | 250   | 83    | 9     | 4        | 1        | 8        | 28    | 1    | 2     | 24    | 13       | .317  | .350     | .504     | .854  |
| 1975년      | 다이요      | 126   | 526   | 486   | 68    | 136   | 23      | 0       | 23    | 228   | 83    | 9     | 2        | 0        | 3        | 36    | 0    | 1     | 40    | 14       | .280  | .329     | .469     | .798  |
| 1976년      | 다이요      | 126   | 522   | 478   | 67    | 138   | 25      | 2       | 33    | 266   | 85    | 6     | 5        | 0        | 8        | 36    | 3    | 0     | 41    | 10       | .289  | .333     | .556     | .890  |
| 1977년      | 다이요      | 129   | 568   | 516   | 87    | 146   | 26      | 1       | 34    | 276   | 110   | 5     | 5        | 1        | 3        | 45    | 4    | 3     | 45    | 10       | .283  | .342     | .535     | .877  |
| 1978년      | 다이요      | 129   | 551   | 499   | 70    | 164   | 45      | 0       | 16    | 257   | 91    | 4     | 2        | 0        | 9        | 39    | 5    | 4     | 36    | 14       | .329  | .376     | .515     | .891  |
| 1979년      | 다이요      | 122   | 470   | 428   | 55    | 114   | 22      | 0       | 13    | 175   | 62    | 4     | 2        | 0        | 3        | 35    | 6    | 4     | 26    | 9        | .266  | .326     | .409     | .734  |
| 1980년      | 다이요      | 111   | 357   | 340   | 33    | 89    | 21      | 0       | 11    | 143   | 53    | 2     | 1        | 0        | 1        | 15    | 2    | 1     | 24    | 9        | .262  | .294     | .421     | .715  |
| 1981년      | 요미우리    | 36    | 67    | 60    | 3     | 14    | 0       | 0       | 1     | 17    | 8     | 0     | 0        | 0        | 1        | 4     | 0    | 2     | 3     | 5        | .233  | .299     | .283     | .582  |
| 통산 : 20년 | 통산 : 20년 | 2190  | 8297  | 7579  | 991   | 2095  | 405     | 15      | 331   | 3523  | 1180  | 82    | 59       | 13       | 70       | 587   | 35   | 48    | 739   | 217      | .276  | .330     | .465     | .794  |

- 굵은 글씨는 시즌 최고 성적.